# Ісая Клейн Іккінк
Ісая Клейн Іккінк (нід. Isayah Klein Ikkink; нар. 15 травня 2003) — нідерландський легкоатлет, який спеціалізується у бігу на короткі дистанції.

## Спортивні досягнення
Олімпійський чемпіон зі змішаного естафетного бігу 4×400 метрів (2024).
Фіналіст (6-е місце) чемпіонату світу з естафетного бігу 4×400 метрів серед чоловіків (2023).
Бронзовий призер чемпіонату світу в приміщенні з естафетного бігу 4×400 метрів серед чоловіків (2024).
Срібний призер Світових естафет зі змішаного естафетного бігу 4×400 метрів (2024).
Бронзовий призер чемпіонату Європи зі змішаного естафетного бігу 4×400 метрів (2024).
Бронзовий призер чемпіонату Європи в приміщенні з естафетного бігу 4×400 метрів серед чоловіків (2023).
Чемпіон Нідерландів з бігу на 400 метрів (2024).
Рекордсмен Європи зі змішаного естафетного бігу 4×400 метрів (3.07,43; 2024).

## Відео
- Фінальний олімпійський забіг зі змішаного естафетного бігу 4×400 метрів на YouTube